# مقابلات دافعية
المقابلات الدافعية هي نهج إرشادي استحدثه جزئيًا كلّ من اختصاصيي علم النفس السريري ويليام آر. ميلر وستيفن رولنيك. يتّصف هذا النهج بكونه أسلوبًا توجيهيًا ومتمركزًا حول العميل، يتجسّد هدفه في استنباط التغيير السلوكي عن طريق مساعدة العملاء على الاستكشاف ومعالجة التناقضات. بالمقارنة مع الإرشاد غير التوجيهي، يتّسم هذا النهج بتوجهه نحو للهدف وتركيزه الأكبر واستقلاله عن العلاج التقليدي الروجري (نسبةً إلى كارل روجرز) المتمركز حول العميل، إذ يركّز هذا النهج التوجيهي على محاولات المعالجين الرامية إلى التأثير على العملاء بهدف التطرّق إلى إجراء التغييرات بدلًا من الانخراط في استكشاف علاجي غير توجيهي. يتجسّد الهدف المحوري في فحص ومعالجة التناقضات، إذ يتّبع الاستشاري نهجًا توجيهيًا متعمّدًا في سعيه لتحقيق هذا الهدف. لا يمكننا إدراك المفهوم الحقيقي للمقابلات الدافعية بالنظر إليها من الناحية التقنية، بل بفهمها على أنها فكر متجسّد في أسلوب تيسيري للعلاقات القائمة بين الأشخاص.
تبلورت المفاهيم الأساسية من الخبرات المكتسبة من علاج مدمني المشروبات الكحولية. وصف ميلر (1983) المقابلات الدافعية لأول مرّة في مقال منشور في مجلة العلاج النفسي السلوكي والإدراكي. أسهب كلّ من ميلر ورولنيك في شرح هذه المفاهيم والنهج الأساسية في عام 1991، إذ قدّما وصفًا أوفى للإجراءات السريرية.

## نظرة عامة
تُعرف المقابلات الدافعية على أنها إستراتيجية متمركزة حول العميل. تُستخدم المقابلات الدافعية بهدف استنباط دوافع المريض الكامنة وراء تغيّيره لسلوك سلبي معين. تعمل المقابلات الدافعية على إشراك العملاء واستنباط المحادثات الهادفة إلى إحداث التغيير، إضافةً إلى إيقاظ دوافع المريض لإجراء تغييرات إيجابية. على سبيل المثال، يمكن استنباط المحادثات الهادفة إلى إحداث التغيير عن طريق طرح بعض الأسئلة على المريض؛ مثل «كيف تريد للأمور أن تتغير؟» أو «كيف يتعارض _______ مع الأمور التي ترغب في القيام بها؟».
بالمقارنة مع التدخلات والعلاجات السريرية، تتمثّل تقنية المقابلات الدافعية في مساعدة المقابِل (الطبيب السريري) للمقابَل (المريض) في تغيير سلوكه من خلال إبداء المقابِل تقبّله غير المشروط للمقابَل. وبذلك، تشتمل المقابلات الدافعية على الفكرة القائلة بوجود مراحل مختلفة من مستويات الاستعداد لكلّ مريض، وبضرورة تصرّف المقابِل وفقًا لمستويات المريض هذه واحتياجاته الحالية. قد تقع التغييرات بسرعة أو قد تستغرق وقتًا طويلًا، إذ يتوقّف الأمر على العميل. لا تكفي المعرفة بمفردها لدفع العميل إلى إحداث تغيير ضمني عادةً، إذ يجب النظر إلى التحديات الماثلة في الحفاظ على هذا التغيير على أنها القاعدة وليست الاستثناء. يتيح إدراج المقابلات الدافعية في سير العملية العلاجية مساعدة المرضى في معالجة شكوكهم وترددهم الذي قد يعرقل رغبتهم المتأصلة في تغيير سلوك أو عادة ما. وفي الوقت نفسه، قد تكفل المقابلات الدافعية اعتبار المشاركَين أعضاءً في فريق هادف إلى حل مشكلة ما، بدلًا من اعتبارهما طبيبًا سريريًا ومريضًا. وبالتالي، يمكن أن تُعزى هذه التقنية إلى التعاون الذي يراعي الشعور بالذات والاستقلال الذاتي.
يجب أن يمتلك الطبيب السريري إحساسًا قويًا بـ «الهدف، وإستراتيجيات ومهارات واضحة لتحقيق هذا الهدف»، وذلك لكي يضمن نجاحًا أفضل في المقابلات الدافعية، الأمر الذي يكفل معرفة الطبيب السريري للأهداف التي يحاول تحقيقها قبل شروعه بالمقابلة الدافعية. إضافةً إلى ذلك، يجب أن يمتلك الأطباء السريريون مهارات تفاعل متكاملة وثابتة، إذ تتضمن طرح الأسئلة المفتوحة، والإنصات الانعكاسي، وتأكيد وتكرار تصريحات المريض. تُستخدم هذه المهارات بطريقة دينامية، إذ يصغي الطبيب السريري بفعالية إلى المريض، ثمّ يعيد صياغة عبارات المريض مع تسليط الضوء على النواحي التي أبلى فيها المريض بلاءً حسنًا. وبهذه الطريقة، تتحسّن ثقة المريض بنفسه استعدادًا لإحداث التغيير.
علاوة على ذلك، يجب على الطبيب السريري مراعاة المبادئ الخمسة التالية للمقابلات الدافعية في الوقت ذاته.

### التعبير عن التقمّص الوجداني
الأمر الذي يعني الإصغاء وإظهار تقمّص وجداني للمرضى من خلال استخدام الإنصات الانعكاسي. في هذه الخطوة، يصغي الطبيب السريري ويستعرض الأفكار التي ناقشها المريض بأسلوب مختلف، بدلًا من إخبار المريض بما يجب القيام به. تهدف هذه الخطوة إلى التأكيد على أهمية شعور المريض بأنه موضع احترام وإظهار الطبيب السريري لاهتمامه الحقيقي بالمريض وتقديره لظروفه، إضافةً إلى عدم إصدار الطبيب السريري لأي أحكام عند تعبير المريض عن أفكاره ومشاعره وتجاربه. يتجسّد هدف هذه الخطوة في تعزيز العلاقة بين الطرفين والتأكيد على تعاونهما، إذ تسمح هذه الطريقة للمريض بإدراك دعم الطبيب السريري له كي يتمكّن من الاستعداد للانفتاح على أفكاره الحقيقية بشكل أفضل.

### تكوين التناقضات
الأمر الذي يعني مساعدة المرضى في تكوين تناقضات بين ذاتهم الحالية والذات التي يريدونها في المستقبل بعد إحداث التغيير. يتمثّل الهدف الرئيسي من هذا المبدأ في زيادة وعي المريض بالعواقب المترتّبة على سلوكياته الحالية. يفتح هذا الأمر مجالًا كي يُدرك المريض الجوانب والمسائل السلبية المترتبة على السلوك الذي تحاول المقابلات الدافعية تغييره. قد يساعد هذا الإدراك في مساعدة المريض وتشجيعه على تكريس نفسه لإحداث التغيير، إذ سيتمكّن المريض من رؤية التناقض بين سلوكه الحالي والسلوك المرجو. تكمن أهمية الأمر في ضرورة الاعتماد على المريض في تقديم الحجج المتعلّقة بالتغيير وإدراك التناقضات. تتمثّل الطريقة الفعّالة للقيام بهذه الخطوة في انخراط الطبيب السريري في عملية الإنصات الانعكاسي الفعالة وإعادة صياغة عبارات المريض.

### تجنّب المجادلات
قد يميل الطبيب السريري إلى التجادل مع المريض خلال مسار عملية المقابلات الدافعية خصوصًا عندما يكون المريض مترددًا فيما يخصّ هذا التغيير، لا سيما عندما يقوم المريض «بالمقاومة». إن حاول الطبيب السريري فرض هذا التغيير، ستزداد حدّة انطواء المريض ويتعرقل التقدّم المحرز وستنخفض الألفة بين المريض والطبيب السريري. قد تتسبّب هذه المجادلات في اتخاذ المريض لموقف دفاعي وسيصرف انتباهه عن الطبيب، ما يسفر عن حدوث نتائج عكسية ويقوّض أي تقدّم محرز. يُعتبر اتخاذ المرضى لمواقف دفاعية وجدلية عادةً إشارةً للتخلّي عن هذه الخطة الهجومية. يتجسّد التقدم الأكبر في مسيرة المريض نحو تغيير سلوكه في تقديمه لحججه الخاصة بدلًا من أن يقدمها الطبيب السريري له.

### التأقلم مع المقاومة
أصبح «التأقلم مع المقاومة» أحد مفاهيم المقابلات الدافعية البائدة؛ أشار كلّ من ميلر ورولنيك في الإصدار الثالث من كتابهما المقابلات الدافعية: مساعدة الناس على إحداث التغيير إلى تخلّيهما الكامل عن استخدام كلمة «مقاومة» ومصطلح «التأقلم مع المقاومة»، وذلك نظرًا لقابلية المصطلح إلى إلقاء اللوم على العميل فيما يتعلّق بالمشاكل القائمة في عملية العلاج وحجبه لجوانب متعدّدة من التناقضات. قد يتجسّد مفهوم «المقاومة» -قبل التخلّي عنه ضمن إطار المقابلات الدافعية- في أشكال عدّة مثل الجدال والمقاطعة والإنكار والتجاهل. تتضمّن المقابلات الدافعية الناجحة التعامل مع «المقاومة» بطريقة احترافية، أي بطريقة محايدة تسمح للمريض مجددًا بتأكيد وإدراك استقلاليته وتجعله يفهم بأنه يمتلك الخيار في عملية التغيير.

### تعزيز الكفاءة الذاتية
تُعتبر الكفاءة الذاتية مؤشرًا هامًا لنجاح عملية تغيير السلوك. يواجه العديد من المرضى مشكلة انعدام الكفاءة الذاتية. لربما حاول المرضى بمفردهم إحداث تغيير في سلوكهم عدّة مرات (على سبيل المثال، محاولة الإقلاع عن التدخين، أو فقدان الوزن، أو النوم مبكرًا)، إلا أن فشلهم في هذه المحاولات يجعلهم يفقدون ثقتهم ويقلل من كفاءتهم الذاتية. وبذلك، تتضّح أهمية إيمان المريض بكفاءته الذاتية، إذ يجب على الطبيب السريري أن يدعمه من خلال تطبيق المقابلات الدافعية بشكل جيد ومن خلال استخدام تقنية التنصت الانعكاسي. يستطيع الطبيب السريري إبراز نقاط قوّة المريض والأمور التي نجح في تحقيقها بعد تمعّنه فيما قاله المريض (على سبيل المثال، الإشادة بالمريض الذي استطاع الإقلاع عن التدخين لأسبوع كامل بدلًا من التشديد على فكرة فشله). يمكن الاستفادة من تسليط الضوء والإشارة إلى الجوانب التي نجح فيها المريض في المحاولات المستقبلية، إذ يتيح الأمر تحسين ثقتهم بأنفسهم وكفاءتهم وبالتالي إيمانهم بأنهم قادرين على إحداث تغيير.
1. بقيت الفكرة الأساسية لهذه الطريقة على ما هي عليه على الرغم من وجود اختلافات عديدة في الأساليب، إذ يمكن وصف الفكرة الأساسية من خلال بعض النقاط الرئيسية:
2. يُستنبط الدافع إلى إحداث التغيير من العميل، ولا يُفرض عن طريق قوىً خارجية.
3. تعتمد مهمّة توضيح ومعالجة التناقضات على العميل وليس على المستشار.
4. أسلوب الإقناع المباشر ليس فعّالًا في معالجة التناقضات.
5. يتّسم أسلوب الاستشارة عادةً بالهدوء، ويعتمد على استنباط المعلومات من العميل.
6. يُعتبر دور المستشار دورًا توجيهيًا، إذ يساعد العميل على فحص ومعالجة التناقضات.
7. لا يتّسم العميل بالاستعداد لإحداث التغيير، فالتغيير نتيجة متغيّرة للتفاعل بين الأشخاص.
8. تتجسّد العلاقة العلاجية بالشراكة أو الرفقة.

في النهاية، يجب على الممارسين أن يدركوا انطواء المقابلات الدافعية على التعاون بدلًا من المواجهة، والاستقراء بدلًا من التعليم، والاستقلال الذاتي بدلًا من السلطة، والاستكشاف بدلًا من التفسير. تركّز العمليات الفعّالة للتغيير الإيجابي على أهداف صغيرة ومهمّة بالنسبة للعميل، وعلى غايات محدّدة وواقعية وموجّهة نحو الحاضر و/ أو المستقبل.

## مقالات ذات صلة
- استماع انعكاسي